# Trachea nigrescens
Trachea nigrescens är en fjärilsart som beskrevs av Barend J. Lempke 1965. Trachea nigrescens ingår i släktet Trachea och familjen nattflyn. Inga underarter finns listade i Catalogue of Life.